# Departamento de Ushuaia
Departamento de Ushuaia är en kommun i Argentina.   Den ligger i provinsen Eldslandet, i den södra delen av landet, 2 300 km söder om huvudstaden Buenos Aires.
Trakten runt Departamento de Ushuaia består i huvudsak av gräsmarker. Runt Departamento de Ushuaia är det mycket glesbefolkat, med 6 invånare per kvadratkilometer.